# Медведиха
Медве́диха (колишня назва Медведовка) — село в Україні, у Краснопільській сільській громаді Бердичівського району Житомирської області. Населення становить 95 осіб.

## Географія
Селом протікає річка Заруда, права притока Тетерівки.

## Історія
У 1906 році Медведиха, слобода Янушпільської волості Житомирського повіту Волинської губернії. Відстань від повітового міста 60 верст, від волості 2. Дворів 9, мешканців 54.

## Населення

### Мова
Розподіл населення за рідною мовою за даними перепису 2001 року:
| Мова       | Кількість | Відсоток |
| ---------- | --------- | -------- |
| українська | 95        | 100%     |